# E 3
E 3 – gromada kulista znajdująca się w konstelacji Kameleona w odległości około 26 400 lat świetlnych od Ziemi. Została odkryta w 1976 roku przez Laubertsa. Gromada ta znajduje się 29 700 lat świetlnych od jądra Drogi Mlecznej.